# Psephenops lupita
Psephenops lupita is een keversoort uit de familie keikevers (Psephenidae). De wetenschappelijke naam van de soort werd in 2002 gepubliceerd door Arce-Perez.